# 山崎唯衣
山崎 唯衣（やまさき ゆい、1994年10月11日 - ）は、大分放送（OBS）及び熊本朝日放送（KAB）の元アナウンサー。

## 来歴
熊本県熊本市出身。血液型はO型。熊本県立第二高等学校、大分大学教育福祉科学部卒業後、2017年4月1日に大分放送（OBS）へ入社。ラジオでは同6月12日のBINGO内でのニュースで、テレビでは同7月3日のおはようナイスキャッチ内でのニュースで、それぞれアナウンサーとしてのデビュー（初鳴き）をしている。
2020年4月に地元の熊本朝日放送（KAB）に移籍。移籍後は、他のアナウンサーと同じく記者を兼務している。

## 人物
趣味は、昆虫を愛でること（大学ではシイタケの害虫である「ハラアカコブカミキリ」について研究をしていた ）、釣り、旅行、温泉巡り（温泉ソムリエでもある）等。特技は、腕相撲、鉄棒での前回り、農作業（特に草取りが得意）、プラスティックごみの分別（スナック菓子の袋も洗って集める程、日頃から徹底している）。好きな芸能人は、窪田正孝、aiko、でんぱ組.inc。
高校時代は放送部に所属していた。学生時代にはミス日本コンテスト九州地区ファイナリストに選ばれた。2014年度には大分市観光キャンペーンレディにも就任。また、アナウンサーになる前には、OBSラジオの番組にも出演していた経験も持つ（#過去の担当・出演番組参照）。その一方で、大学4年時の2016年4月には、熊本市内の実家が熊本地震で被災している。
実妹の香佳（きょうか）は西南学院大学を経てOBSと同じJNN・JRN加盟局（準基幹局）の毎日放送（MBS）へ2020年4月に入社。唯衣自身は同月から他系列（ANN加盟局）のKABへ移籍したが、香佳がMBSでの初鳴き（同年8月18日）に至るまでの新人研修中には、アナウンサーの先輩として電話で厳しいアドバイスを送っていたという。香佳によれば、唯衣は「自宅での食事中にもグルメリポートを意識するほどの努力家」とのことで、目標にしたいアナウンサーに唯衣の名を挙げている。

## 現在の担当番組
なし

## 過去の担当・出演番組

### テレビ（KAB移籍後）
- くまパワJ
- からし蓮根のヨクバリ（2020年6月7日放送分 [1] - 2021年3月）
- KABニュース
- くまパワ!

### テレビ（OBS時代）
- OBSニュース（随時）
- かぼすタイム

### ラジオ（OBS時代）
- 唯衣麻衣の#タイムライン
- おはようサンデー 山崎唯衣の教えて!農業
- OBSニュース(随時）
- ラジオdeミュージックナイト(随時）
- つよしまさし（2014年2月6日）- ミス日本コンテスト九州地区ファイナリスト時代に出演[7]。
- みんなのラジオ。（2015年4月6日 - 2016年9月20日）- 学生パーソナリティ（4期生）として出演。リスナーから募集した番組でのニックネーム（みんラジネーム）は『ゆいもん』[9]。
- 花キューピット ～Flower for you～
- いつか同じ星空の下で ～Second trip～